# سيم كين
سيم كين (بالإنجليزية: Sim Cain)‏ هو طبال بريطاني، ولد في 31 يوليو 1963.

## وصلات خارجية
- سيم كين على موقع ميوزك برينز (الإنجليزية)
- سيم كين على موقع ديسكوغز (الإنجليزية)